# L'Unità

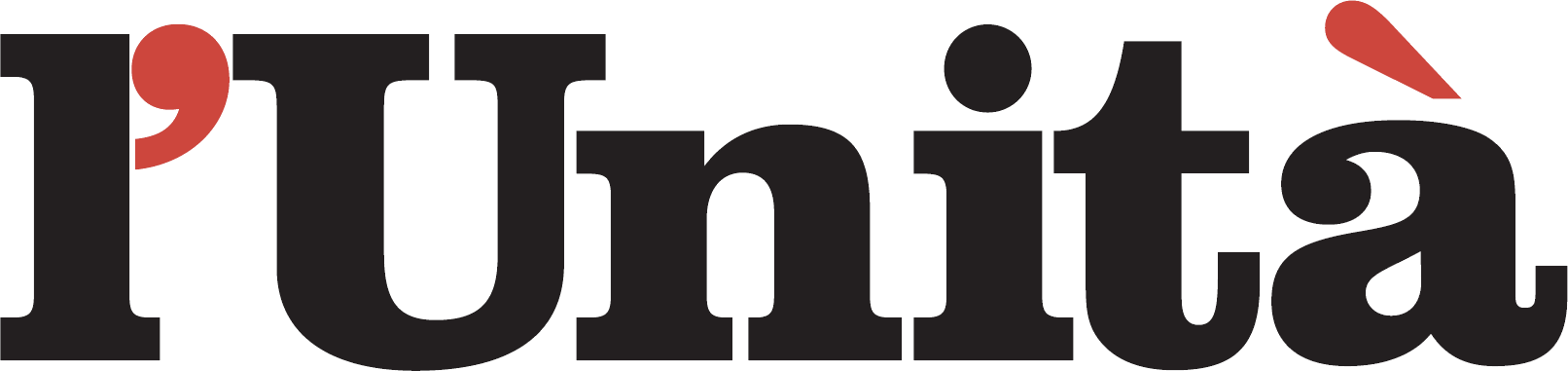

L'Unità este un ziar italian, fondat în anul 1924, o publicație oficială a Partidului Comunist Italian între anii 1924 și 1991.